# Offentlig ret
Offentlig ret er en juridisk kategori. Denne kategori består af en række juridiske discipliner. Disse juridiske discipliner regulerer til sammen retsforholdet mellem borger og/eller privat firma med partsstatus på den ene side og den offentlige sektor på den anden side. Relationer mellem offentlige institutioner er også reguleret af de discipliner, som findes i kategorien offentlig ret.

## Enkelte retskilder samt statsforfatningsret og forvaltningsret
Indenfor det offentlige retsområde har administrativ praksis stor betydning som retskilde. Folketingets Ombudsmands Beretninger (FOB) udgør også vigtige retskilder for de to vigtigste offentligretlige discipliner, statsforfatningsret og forvaltningsret.

### Specialiseringer inden for forvaltningsret
Der findes en række specialiseringer inden for forvaltningsret; hvortil disse hører: Kommunalret og miljøret; samt socialforvaltningsret (eller blot kaldet socialret). Hertil kommer sundhedsret og udbudsret er også omfattet af kategorien offentlig ret.

## Andre offentligretlige discipliner
Skatteret hører også til offentlig ret. Endvidere hører også procesret til offentlig ret. Strafferet hører til kategorien offentlig ret. Endelig hører folkeret også til det offentlige retsområde.

## To delte juridiske discipliner
Dele af landbrugsret hører til det offentlige retsområde. Endelig hører EU-ret traditionelt også til kategorien offentlig ret; selvom EU via sekundære retsakter som direktiv og forordning også regulerer privatretlige emner; det gælder bl.a. forbrugerbeskyttelse. Direktivet om forbrugerrettigheder er et eksempel på et sådant privatretligt direktiv.